# Dolina kraljev
Dolina kraljev (arabsko وادي الملوك, latinizirano: Wādī al Mulūk, koptsko ϫ ⲏⲙⲉ, translit džēme), znana tudi kot Dolina vrat kraljev (arabsko وادي ابواب المملوك, latinizirano: Wādī Abwāb al Mulūk) je dolina v Egiptu, kjer so v obdobju skoraj 500 let od 16. do 11. stoletja pr. n. št. kopali grobnice za faraone in pomembne plemiče iz novega kraljestva (18. do 20. dinastije).
Dolina leži na zahodnem bregu Nila, nasproti Teb (sodobni Luksor), v osrčju Tebanske nekropole. Vadi je sestavljen iz dveh dolin, vzhodne (kjer je večina kraljevih grobnic) in zahodne doline.
Z odkritjem nove komore leta 2005 in odkrivanjem dveh nadaljnjih vhodov v grobnice leta 2008 je znano, da je v dolini 63 grobnic in komor (po velikosti od KV54 – preprosta jama do KV5 – kompleksna grobnica z več kot 120 prostori). To je bilo glavno pokopališče glavnih kraljevskih osebnosti egiptovskega novega kraljestva, pa tudi številnih privilegiranih plemičev. Kraljeve grobnice so okrašene s prizori iz egiptovske mitologije in dajejo namig v zvezi s prepričanji in pogrebnimi rituali obdobja. Zdi se, da so bile skoraj vse grobnice odprte in oropane v antiki, vendar še vedno nudijo vpogled v bogastvo in moč faraonov.
To območje je bilo v središču arheološkega in egiptološkega raziskovanja od konca 18. stoletja, grobnice in pokopi pa še naprej spodbujajo raziskave in zanimanje. V sodobnosti je dolina postala znana po odkritju Tutankamonove grobnice (z govoricami o prekletstvu) in je med najbolj znanimi arheološkimi najdišči na svetu. Leta 1979 je bila dolina vpisana na seznam Unescove svetovne dediščine skupaj z ostalo Tebansko nekropolo. Raziskovanje, izkopavanje in ohranjanje se nadaljuje, nedavno je bil odprt tudi nov turistični center.

## Geologija
Vrste tal, na katerih je Dolina kraljev, so izmenične plasti gostega apnenca in drugih sedimentnih kamnin (ki tvorijo pečine nad dolino in bližnjim Deir el-Bahariju) in mehke plasti laporja. Sedimentna skala je bila prvotno deponirana med 35–56 milijoni let, ko je predhodnik Sredozemskega morja pokrival območje, ki se je širil še precej bolj na celino kot danes. V pleistocenu so dolino izklesale v plato močne padavine. V tem delu Egipta je trenutno malo dežja na leto, vendar so bile občasne poplave, ki so prizadele dolino in odlagale tone drobirja v odprte grobnice.
Kakovost skale v dolini je različna, od fino zrnatega do grobega kamna, ki je podvržen eroziji. Občasni sloj skrilavca je povzročal tudi težave pri gradnji in obnovi, saj se ta kamnina širi v prisotnosti vode in obremenjuje okoliške kamnine. Menijo, da so bile nekatere grobnice spremenjene v obliki in velikosti, odvisno od vrste kamnin, v katerih so bile izkopane.
Graditelji so izkoristili razpoložljive geološke značilnosti pri gradnji grobnic. Nekatere so bile izkopane v obstoječ apnenec, druge so bile v pobočjih melišč ali pa so bile na robu kamnitih ostrog, ki so jih ustvarili stari poplavni kanali.
Težave z gradnjo grobnic lahko vidimo v grobnicah Ramzesa III. in njegovega očeta Setnahta. Setnakt je začel izkopavati KV11, a se je prebil v Amenmesovo grobnico, zato je bila gradnja opuščena in je namesto tega vzel grobnico Twosreta, KV14. Pri iskanju lokacije za grobnico je Ramzes III. razširil delno izkopan grob, ki ga je začel njegov oče. Grobnica Ramzesa II. se je vrnila v zgodnejši slog, z upognjeno osjo, verjetno zaradi kakovosti kamnine (sledeč Esna skrilavcu).
Med letoma 1998 in 2002 je projekt Amarna Royal Tombs raziskal dno doline z georadarjem, ki prodre pod zemeljsko površje in ugotovil, da se pod današnjo površino doline pečine spustijo pod melišče v vrsti nenadnih naravnih "polic", ki so razporejene ena pod drugo in se spuščajo nekaj metrov navzdol do korita v tleh doline.

### Hidrologija
Območje Tebanskega hribovja je izpostavljeno redkim nasilnim nevihtam, zaradi česar se v dolini pojavljajo poplave. Nedavne študije so pokazale, da je v osrednjem delu doline vsaj sedem aktivnih poplavnih slojev. Zdi se, da je bilo to osrednje območje poplavljeno ob koncu osemnajste dinastije, pri čemer je bilo nekaj grobnic pokopanih pod metrom drobirja. Grobnice KV63, KV62 in KV55 so izkopane v dejansko podlago vadija, ne pa v ostanke, kar kaže na to, da je nivo doline pet metrov pod sedanjim nivojem. Po tem dogodku so kasnejše dinastije izravnavale dno doline, zaradi česar so poplave odlagale svoje breme po dolini, zakopane grobnice pa so bile pozabljene in odkrite šele v začetku 20. stoletja. To je bilo območje, ki je bilo predmet preiskovanja z georadarjem Amarna Royal Tombs projekta, ki je pokazalo več anomalij, od katerih je eden dokazal obstoj KV63.

## Zgodovina
V Tebanskih hribih je najvišji vrh al-Qurna, znan Starim Egipčanom kot ta dehent. Ima obliko piramide in morda vzor za piramide starega kraljestva, več kot tisoč let pred prvim kraljevim pokopom tukaj. Zaradi izoliranega položaja je bila težje dostopna, posebna policijska enota (Medjay) pa je lahko varovala nekropolo.
Medtem ko ikonični piramidni kompleks planote v Gizi simbolizira Stari Egipt, je bila večina grobnic vklesana v skalo. Večina piramid in mastab vsebuje odseke, ki so vrezani na tla, Egipt pa je poln tudi v kamen vklesanih grobnic, ki segajo v staro kraljestvo .
Po porazu Hiksov in združitvi Egipta pod Ahmozom I. so tebanski vladarji začeli graditi obsežne grobnice, ki so odražale njihovo novo pridobljeno moč. Grobnice Ahmoza in njegovega sina Amenhotepa I. (njuna natančna lokacija še vedno ni znana) so verjetno v nekropoli sedemnajste dinastije Dra' Abu el-Naga'. Prve kraljeve grobnice v dolini so bile Amenhotepa I. (čeprav je ta identifikacija sporna), Tutmoza I., čigar svetovalec Ineni v svoji grobnici opozarja, da je kralju svetoval, naj naredi grobnico v puščavski dolini (identiteta te grobnice ni jasna, vendar je KV20 ali KV38). Dolina je bila uporabljena za primarne pokope od približno 1539 pr. n. št. do 1075 pr. n. št. Vsebuje vsaj 63 grobnic, začenši s Tutmozom I. (ali morda prej, med vladavino Amenhotepa I.) in konča z Ramzesom X. ali XI., čeprav so se nekraljevi pokopi nadaljevali v prilaščenih grobnicah.
Kljub imenu Dolina kraljev vsebuje tudi grobove najljubših plemičev, pa tudi njihovih žena in otrok. Zato le približno 20 grobnic dejansko vsebuje ostanke kraljev. Ostanki plemičev in kraljevskih družin, skupaj z neoznačenimi jamami in zabojniki za balzamiranje, sestavljajo ostalo. Okoli časa Ramzesa I. (približno 1301 pr. n. št.) se je začela gradnja v ločeni Dolini kraljic.

### Kraljevska nekropola
Uradno ime mesta v starodavnih časih je bila Velika in kraljevska nekropola milijonov let faraona, življenja, moči, zdravja na zahodu od Teb (glej hieroglifsko črkovanje) ali Ta-sekhet-ma'at (Veliko polje).
| G41 | G1 | Aa1 · D21 | O1 | O29 · Y1 | A50 | s | Z4 · Y1 | G7 | N35 | C11 | Z2 · N35 | M4 | M4 | M4 | t · Z2 · N35 | O29 · O1 · O1 | G7 | S34 | U28 | s | D2 · Z1 | R14 | t · t | N23 · Z1 · N35 | R19 | t · O49 | G7 |

Na začetku osemnajste dinastije so v velikih grobnicah v dolini pokopali samo kralje. Ko je bila pokopana ne-kraljevska oseba, je bila v majhni skalni sobi, blizu groba gospodarja. Grobnica Amenhotepa III. je bila zgrajena v zahodni dolini, medtem ko je njegov sin Akhenaten premaknil gradnjo grobnice v Amarno, zato se domneva, da je bila nedokončana WV25 prvotno namenjen njemu. S povratkom v versko ortodoksijo ob koncu osemnajste dinastije so se Tutankamon, Ay in Horemheb vrnili v kraljevsko nekropolo.
Devetnajsta in dvajseta dinastija sta povečali število pokopov, Ramzes II. in kasneje Ramzes III., ki sta zgradili ogromni grobnici, ki sta bili uporabljeni tudi za pokop njunih sinov (KV5 in KV3). Obstajajo nekateri kralji, ki niso pokopani v dolini ali katerih grob ni bil najden: Tutmoz II. je bil morda pokopan v Dra' Abu el-Nagu (čeprav je bila njegova mumija v Deir el-Bahariju), Smenhkarejev grob nikoli ni bil najden in Ramzes VIII. se zdi, da je bil pokopan drugje.
V piramidni dobi je bil grob kralja povezan s templjem, ki je bil v bližini piramide. Ker je bila grobnica kralja skrita, je bil pogrebni tempelj oddaljen od grobnice, bližje kultu, ki je obrnjen proti Tebam. Ti templji so postali kraji, ki so jih obiskovali med različnimi festivali, ki so potekali v nekropoli v Tebah. Najpomembnejši je bil festival Opet ('Lepi festival doline'), kjer so sveto barko Amon-Raja, njegove žene Mut in sina Khonsa odnesli iz templja v Karnaku, da bi obiskali pogrebne templje umrlih kraljev na Zahodnem bregu in njihova svetišča v Tebanski nekropoli.
Grobnice so zgradili in okrasili delavci vasi Deir el-Medina, majhni vasi v dolini v bližini Doline kraljev, nasproti Tebam. Delavci so prihajali do grobov po različnih poteh čez Tebansko hribovje. Vsakodnevno življenje teh delavcev je dobro znano in zapisano v njihovih grobnicah in uradnih dokumentih, ki so jih našli. Med dokumentiranimi dogodki je morda prva zabeležena delavska stavka, ki je podrobno opisana v Torinskem papirusu.

## Raziskovanje doline
Dolina je bila v zadnjih dveh stoletjih glavno središče sodobnega egiptološkega raziskovanja. Že pred tem so ga obiskovali turisti (zlasti v rimskih časih). Območje ilustrira spremembe v študiji starodavnega Egipta, ki se začne kot lov na starine in konča kot znanstveno izkopavanje celotne Tebanske nekropole. Kljub raziskovanju in preiskavam, navedenih v nadaljevanju, je bilo samo enajst grobnic dejansko popolnoma dokumentirano.
Veliko grobnic ima grafite, ki so jih napisali ti stari turisti. Jules Baillet razpolaga z več kot 2100 grškimi in latinskimi primeri grafitov, skupaj z manjšim številom feničanskih, ciprskih, likijskih, koptskih in v drugih jezikih. Večino starodavnih grafitov najdemo v KV9, ki jih vsebuje nekaj tisoč. Najzgodnejši grafiti s potrjeno datacijo izvirajo iz leta 278 pr. n. št.
Leta 1799 so člani Napoleonove ekspedicije v Egipt (zlasti Dominique Vivant) narisali zemljevide in načrte znanih grobnic in prvič opazili Zahodno dolino (kjer sta Prosper Jollois in Édouard de Villiers du Terrage našla grob Amenhotepa III., WV22 ). Description de l'Égypte vsebuje dve knjigi (od skupaj 24) na območju okoli Tebe.
Raziskovanje Evropejcev se je nadaljevalo v okolici Teb v 19. stoletju, kar je spodbudilo  Champollionovo prevajanje hieroglifov. V začetku stoletja je območje obiskal Belzoni, kjer je delal Henrya Salta, ki je odkril več grobnic, med njimi tudi Ayevo v zahodni dolini (WV23) leta 1816 in Setija I. (KV17) naslednje leto. Ob koncu obiska je Belzoni izjavil, da so bile vse najdene grobnice prazne. Hkrati je delal Bernardino Drovetti, francoski generalni konzul in veliki tekmec Belzonija in Salta .
Ko je bil Gaston Maspero ponovno imenovan za vodjo Egipčanske službe za starine, se je narava raziskovanja doline spet spremenila. Maspero je imenoval angleškega arheologa Howarda Carterja za glavnega inšpektorja zgornjega Egipta, mladenič pa je odkril več novih grobnic in preučil še druge, s čiščenjem KV42 in KV20.
Okoli začetka 20. stoletja je imel dovoljenje za izkopavanja v dolini ameriški raziskovalec Theodore M. Davis. Njegova ekipa (ki jo je večinoma vodil Edward R. Ayrton) je odkrila več kraljevih in ne-kraljevih grobnic (vključno s KV43, KV46 in KV57). Leta 1907 so morda odkrili skrivališče iz obdobja Amarna v KV55. Po najdbi, ko so mislili, da je vse ostalo od pokopa Tutankamona (predmeti, pridobljeni iz KV54 in KV58), je bilo rečeno, da je bila dolina popolnoma raziskana in da ni bilo mogoče najti nadaljnjih pokopov. Davisova publikacija iz leta 1912, The Tombs of Harmhabi and Touatânkhamanou, se zaključi s komentarjem: »Bojim se, da je bila Dolina kraljev izčrpana«.
Po Davisovi smrti v začetku leta 1915 je lord Carnarvon pridobil koncesijo za izkopavanje doline in zaposlil Howarda Carterja, da bi jo raziskal. Po sistematičnem iskanju so novembra 1922 odkrili dejansko grobnico Tutankamona (KV62).
Različne ekspedicije so še naprej raziskovale dolino in močno prispevale k poznavanju območja. Leta 2001 je Theban Mapping Project zasnoval nove znake za grobove, ki zagotavljajo informacije in načrte odprtih grobnic.

## Razvoj grobnice

### Lega
Najzgodnejše grobnice so bile v pečinah na vrhu pobočij melišč, pod nanosi, ki so bili posledica poplavnih neviht (KV34 in KV43). Ker so bile te lokacije napolnjene, so grobovi zasuti pod današnjimi tlemi doline. To pojasnjuje lokacijo grobnic KV62 in KV63, zakopanih v nivoju doline.

### Arhitektura
Običajni načrt grobov je bil sestavljen iz dolgega naklonjenega kamnitega hodnika, ki se je spuščal skozi eno ali več dvoran (mogoče gre za zrcaljenje padajoče poti boga sonca v podzemlje) v pokopno komoro. V prvih grobnicah se hodniki vsaj enkrat zasučejo za 90 stopinj (na primer KV43, grob Tutmoza IV.), najstarejši pa so imeli kartušaste grobove (na primer KV43, grobnica Tutmoza IV.) Ta postavitev je znana kot "upognjena os". Po pokopu so bili zgornji hodniki napolnjeni z ruševinami in vhod v grobnico skrit. Po amarskem obdobju se je postavitev postopoma izravnala z vmesno "zamaknjeno osjo" (grobnica Horemheba je za to tipična KV57 in je ena od grobnic, ki je včasih odprta za javnost), na splošno je "ravna os" grobnic pozne devetnajste in dvanajste dinastije (grobnice Ramzesa III. in Ramzesa IX., KV11 in KV6). Ker so se osi grobnic poravnale, so se nakloni zmanjšali. Skoraj so izginili v pozni dvajseti dinastiji. Druga značilnost, ki je skupna večini grobnic, je "izvir", ki je lahko nastala kot dejanska pregrada, s katero je bilo treba preprečiti vstop poplavnih voda v spodnje dele grobnice. Zdi se, da je kasneje kot simbolična pregrada razvil »čarobni« jašek. V kasnejši dvajseti dinastiji se izvir včasih ni izkopala, vendar je bil še vedno prisoten posebnem prostoru.

### Okras
Večina kraljevskih grobnic je bila okrašena z verskimi besedili in podobami. Zgodnje grobnice so bile okrašene s prizori iz Amduata ("Kaj je v podzemlju"), ki opisuje potovanje boga sonca skozi dvanajst urno noč. Od časa Horemheba so bile grobnice okrašene s Knjigo vrat, ki prikazuje boga sonca, ki gre skozi dvanajst vrat, ki delijo noč in zagotavljajo lasten varen prehod lastnika groba skozi noč. Te prve grobnice so bile običajno skromno okrašene, nekraljevske pa so bile popolnoma neokrašene.
Konec devetnajste dinastije je bila Knjiga votlin, ki je podzemlje razdelila v mogočne votline, ki vsebujejo božanstva, pa tudi pokojnike, ki čakajo, da sonce preide skozi in jih povrne v življenje, postavljena v zgornje dele grobnic. Popolna različica se pojavi na grobu Ramzesa VI. Grobnica Ramzesa III. je videla Knjigo Zemlje, kjer je podzemni del razdeljen na štiri dele, ki so dosegli vrhunec na sončnem disku, ki ga je Naunet potegnila iz zemlje.
Stropi grobnic so bili okrašeni (od pokopa Setija I. dalje) s tem, kar je postalo formalizirano kot Knjiga nebes, ki opisuje sončno potovanje skozi dvanajst ur noči. Spet od časa Setija I. so se pojavile Rajeve litanije, dolga hvalnica bogu soncu.

### Oprema grobnice
Vsaka grobnica je bila opremljen s predmeti, ki bi omogočili udobno posmrtno življenje. V grobnicah so bili prisotni tudi predmeti, ki so bili uporabljeni za izvajanje čarobnih ritualov, kot so ušabti in božanske figurice. Nekaj opreme je bilo tudi tiste, ki jo je kralj uporabljal v življenju (na primer Tutankamonove sandale), nekaj pa so bilo posebej zasnovane za pokop.

### Oštevilčenje grobnic
Sodobna kratica "KV" pomeni "Kings' Valley" (Dolina kraljev), grobnice pa so oštevilčene po vrstnem redu "odkritja", od KV1 (Ramzes VII.) do KV64 (odkrite leta 2012). Od zgodnjega 19. stoletja naprej so starinarji in arheologi očistili in popisovali grobnice, saj je do začetka 20. stoletja znanih skupaj 61 grobov. KV5 je bil ponovno odkrit v 1990-ih po tem, ko so bili prejšnji preiskovalci površni. Zahodna dolina pogosto nosi predpono "WV", vendar sledijo istemu številčnemu sistemu. Nekatere grobnice so nenaseljene, druge ostajajo nedoločljive glede lastnikov, še vedno pa so le jame, ki se uporabljajo za skladiščenje. Večina odprtih grobnic v Dolini kraljev je v vzhodni dolini in tu je večina turističnih objektov.

## Roparji grobnic
Skoraj vse grobnice so bile oropane. Našli so nekaj papirusov, ki opisujejo rope grobnic. Eden od papirusov opisuje rop grobnice Ramzesa VI. in je bil verjetno napisan v obdobju vladavine Ramzesa IX. Po vsej verjetnosti je dolina utrpela poškodbe tudi med državljansko vojno, ki se je začela v obdobju vladavine Ramzesa XI.. Grobnice so našli odprte, dragocenosti ni bilo, mumije pa so bile zbrane v dveh velikih shrambah.

## Turizem
Večina grobnic ni odprtih za javnost (18 jih je lahko odprtih, vendar redko ob istem času). Občasno uradniki tudi zaprejo kakšno zaradi restavriranja. Veliko število obiskovalcev grobnice KV62 je vodilo v zaračunavanje pristojbine za vstop. V zahodni dolini je odprta le ena grobnica (grobnica Ay-a), zato je dolina manj obiskana. Seveda pa je za njen ogled potrebna ločena vstopnica. Turističnim vodičem ni več dovoljeno predavati v grobnicah, od obiskovalcev pa se pričakuje primerno obnašanje in predvsem tišina. To je potrebno, da se zmanjša čas zadrževanja v grobnici in za preprečevanja kakršnih koli poškodb. Prav tako je prepovedano tudi fotografiranje. Skoraj vsak dan pride v dolino več kot 5000 obiskovalcev, število obiskovalcev pa ob prihodu velikih ladij lahko poskoči na 9000. Pričakujejo, da bo leta 2015 okoli 25000 obiskovalcev dnevno.